# City Bridge Trust

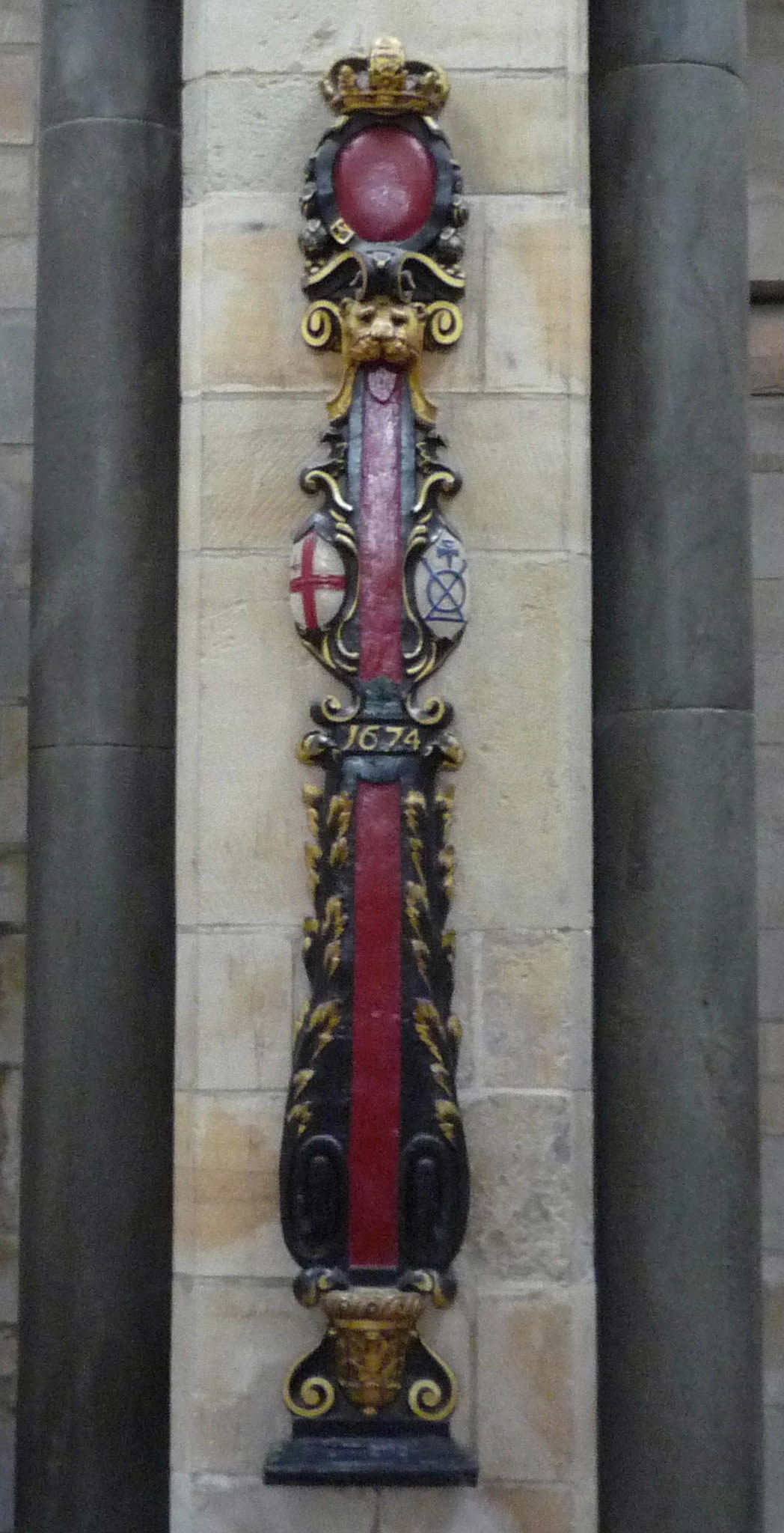
Das alte Logo der Stiftung, vulgo "The Bridge Mark" an einem Schwerthalter, rechts oberhalb der Jahreszahl 1674

Hinter City Bridge Foundation steckt Bridge House Estates (BHE), eine seit 1282 bestehende Stiftung, deren Aufgabe es zunächst war, die alte London Bridge zu erhalten, zu verwalten und im Bedarfsfall neu zu errichten. Im Laufe der Zeit wuchsen ihr aber auch andere Verwaltungs- und wohltätige Aufgaben zu. So baute diese Körperschaft die Brücken Blackfriars Bridge und Tower Bridge und erwarb Southwark Bridge. Auch die neue Fußgängerbrücke Millennium Bridge gehört zu den nun fünf verwalteten Brückenobjekten.
Der Name der Institution stammt vom Bridge House, dem Verwaltungs- und Wartungszentrum am Südufer der Themse. Sie wird treuhändig von der Stadtverwaltung geführt. Ursprünglich wurde die Stiftung durch Brückenzölle und Vermächtnisse finanziert, erwarb aber im Laufe der Zeit umfang- und ertragreichen Immobilienbesitz, der sie unabhängig machte. Ihr gegenwärtiges Vermögen wird auf über 200 Millionen Pfund geschätzt.
Über den 1995 gegründeten City Bridge Trust werden verschiedene Förderungen ausgeschüttet. 
Ende September 2023 deklarierten BHE und City Bridge Trust ein einheitliches Auftreten unter der gemeinsamen neuen Bezeichnung City Bridge Foundation. Zugleich wurde ein neues Logo vorgestellt – Weiß auf blauem Grund, angeordnet in 6 Zeilen: 5 gerade Striche (die Brücken), darunter eine Wellenlinie (die Themse).